# Ибн Туфайл
Абу Бакр Мухаммад ибн Абд ал-Малик ибн Мухаммад ибн Туфайл ал-Каиси ал-Андалуси (на арабски: أبو بكر محمد بن عبد الملك بن محمد بن طفيل القيسي الأندلسي), известен в Европа и с латинизираното име Абубакер, е андалуски философ, лекар и политик.

## Биография
Ибн Туфайл е роден в началото на 12 век в Гуадих край Гранада, Андалус. Обучава се при известния философ Ибн Баджа. Известно време работи като секретар на владетеля на Гранада, а през 1163 г. става везир и лекар на алмохадския халиф Абу Якуб Юсуф. По време на службата си той покровителства по-младия философ Ибн Рушд (Авероес), когото оставя за свой наследник, когато се оттегля от обществена дейност през 1182 г. Сред учениците му е и астрономът ал-Битруги.
Умира през 1185 в Маракеш, Мароко.

## Научна дейност
Ибн Туфайл е автор на няколко трактата по медицина, но единственото му запазено съчинение е „Хай ибн Якзан“ (حي بن يقظان, в превод „Живия, синът на Будния“). То представлява философски роман и алегоричен разказ за човек, който израства сам на необитаем остров и без контакт с други хора достига до истината чрез рационално мислене. Заглавието на книгата е взето от едноименно произведение на иранския философ Ибн Сина (Авицена), но тя не е преразказ или коментар, а самостоятелно съчинение.
През 1671 г. „Хай ибн Якзан“ е преведена на латински език и излиза под заглавието „Philosophus Autodidactus“. След това се превежда и на английски и на холандски език, и служи за образец на няколко подобни европейски книги, сред които са „Атлантис“ на Френсис Бейкън и до известна степен „Робинзон Крузо“ на Даниел Дефо.

## Произведения
- Хай ибн Якзан.   София, Панорама, 2005. ISBN 954-9655-27-X.